# Китс, Эльмар Янович
Эльмар Янович Китс (эст. Elmar Kits; 14 [27] апреля 1913, Юрьев, Лифляндская губерния — 24 марта 1972, Тарту) — эстонский советский художник, народный художник Эстонской ССР (1971).

## Биография
Родился 14 (27) апреля 1913 в городе Юрьеве (ныне Тарту). Провёл детство в волости Рынгу, где окончил сельскую школу в Корусте, а в 1932 году окончил гимназию Хуго Треффнера в Тарту.
С 1935 по 1939 годы учился в высшем художественном училище «Паллас», где занимался живописью в классе известного эстонского живописца профессора Адо Ваббе.
В 1940—1941 годах работал преподавателем рисования в Государственной высшей художественной школе имени Конрада Мяги.
В 1946 году вместе с группой эстонских художников провёл месяц в Армении, в 1947 году был в среднеазиатских республиках, а в 1955 году в Карелии.
После войны с 1947 по 1949 годы работал преподавателем живописи в Тартуском Государственном художественном институте, руководил отделом монументальной живописи. В 1947 году получил звание доцента.

## Творчество
В 1949 году мастер создал композицию, посвященную революционным событиям 1905 года, — «Расстрел рабочих в Таллине в 1905 году», а одной из лучших тематических картин шестидесятых годов явился холст «В. И. Ленин» (1969).
В 1950-е годы художником создан ряд портретов («Профессор И. В. Вески», 1952; «Художница Л. Китс-Мяги», 1956; «Автопортрет», 1956 и др.). Кисти живописца принадлежит самый большой в эстонском искусстве групповой портрет — «Обсуждение произведений искусств в Союзе художников Советской Эстонии», 1947.
В эстонскую советскую классику живописи вошёл натюрморт «Цветы» (1945).
В 1961—1962 годах в ходе поиска новых форм изобразительного выражения автором создан триптих «Музыка — Балет — Изобразительное искусство». Позже, наряду со строго реалистическими полотнами («Старики», 1970), художник создает ряд работ в абстрагирующей манере («Трио», 1964; «Китайское», 1966; «Молодежь», 1966; «В ожидании обеда», 1966 и др.).
В 1947 году в соавторстве с Эвальдом Окасом и Ричардом Сагритсом художник выполнил роспись потолка зрительного зала театра «Эстония», в 1965 году создал настенное панно в ресторане «Тарвас», а в 1971 году — декоративное панно в Доме культуры в Рийзипере.
Российские зрители в июне 1956 года познакомились с работами художника на выставке, посвященной творчеству трёх эстонских художников — Э. Эйнмана, Э. Китса и Р. Сагритса.
В 1971 году мастеру было присвоено звание народного художника Эстонской ССР. Творчество художника представлено в Таллинском художественном музее богатой коллекцией, позволившей организовать посмертно две выставки: в 1972 году — ретроспективную персональную выставку в Таллине и Москве, а в 1975 году — экспозицию «Этюды и наброски Эльмара Китса».

## Награды и звания
- Дважды лауреат премии Советской Эстонии (1948, 1970)[4]
- Заслуженный деятель искусств Эстонской ССР (30.12.[источник не указан 1888 дней]1956)[4]
- Народный художник Эстонской ССР (1971)
- Орден «Знак Почёта» (1956)[5][нет в источнике]

## Семья
- Отец — Яан Китс (эст. Jaan Kits)
- Жена — Линда Китс-Мяги[эст.] (1916—1990) — художница
  - Дочь — Саскиа Касемаа[эст.] (1945—2019) — художница, замужем за скульптором Андрусом Касемаа[эст.].
  - Сын — Маргус Китс[эст.] (род. 1946) — флейтист.